# Ruta 7 del metro de Nova York
La Ruta 7 Flushing Local and Express és un servei de ferrocarril metropolità subterrani del Metro de Nova York, Estats Units d'Amèrica. La ruta 7 fa serveis locals i exprés al llarg de la línia Flushing Line, els locals simbolitzats per una rodona i els exprés per un rombe.
Els serveis locals operen durant tot el dia i els serveis de tipus exprés en hora punta direcció a zones congestionades (direcció Times Square-42nd Street als matins, a Flushing-Main Street durant les tardes) entre les 6:30 i 22:00 els caps de setmana. El servei exprés a Manhattan també funcionen després dels partits a Shea Stadium.
A diferència d'altres metros, cada servei no correspon a una única línia, sinó que un servei pot circular per diverses línies de ferrocarril. El servei 7, tant el local com l'exprés, a diferència de la resta de rutes del sistema neoyorquí només circula per una línia:
| Ruta 7 del Metro de Nova York · Ruta 7 Express del Metro de Nova York | Línia         | <<                       | >>                   | Vies          | Temps                                         |
| --------------------------------------------------------------------- | ------------- | ------------------------ | -------------------- | ------------- | --------------------------------------------- |
| Ruta 7 del Metro de Nova York · Ruta 7 Express del Metro de Nova York | Flushing Line | Times Square-42nd Street | Flushing-Main Street | local; exprés | sempre; hora punta cap a zones congestionades |